# Saula Radidi

a Compétitions nationales et continentales officielles uniquement.

b Matchs officiels uniquement.
Dernière mise à jour le 23 juillet 2016.
Saula Radidi, né le 4 juin 1984 à Suva, est un joueur fidjien de rugby à XV qui évolue au poste d'ailier. International fidjien, il joue au sein de trois clubs français pendant sa carrière.

## Biographie
Saula Radidi honore sa première sélection internationale en janvier 2008 à l'occasion d'un test match contre l'équipe des Māori de Nouvelle-Zélande.
En 2010, en provenance du SC Albi, Radidi signe un contrat de deux saisons en faveur de l'US Dax. Il rejoint ensuite la Section paloise pour deux années.

## Palmarès
- Vainqueur de la Pacific Nations Cup en 2013

## Statistiques en équipe nationale
- 5 sélections
- 5 points (1 essai)
- Sélections par année : 2 en 2008, 1 en 2010, 1 en 2012, 1 en 2013